# Nationaal park Tuktut Nogait
Het Nationaal park Tuktut Nogait (Engels: Tuktut Nogait National Park) is een nationaal park in Canada. Het ligt in het noordoosten van het territorium Northwest Territories, boven de poolcirkel.
Het 18.181 km² groot nationaal park werd opgericht in 1998. De naam betekent in Inuvialuktun, een van de Inuittalen, jonge kariboe. Het park is ook het kalverterrein voor de Bluenose-West Caribou. Andere fauna in het park omvat de muskusos, de grizzlybeer, vos, veelvraat, de arctische grondeekhoorn, de dicrostonyx (soort lemmingen) en de wolf.
Er zit trekzalm in de rivieren en trekvogels doen het park aan. Roofvogels als slechtvalken, ruigpootbuizerds, giervalken en steenarenden nesten langs de steile wanden van de riviercanyons.